# Jessica Dubroff
 (août 2025).
Jessica Whitney Dubroff
Jessica Whitney Dubroff, née le 5 mai 1988 à Falmouth et morte le 11 avril 1996 à Cheyenne, est une pilote américaine décédé à l’âge de 7 ans dans le crash de son Cessna 177 en tentant de devenir la plus jeune aviatrice à traverser les États-Unis en vol. Son père, qui la pousse à réaliser cet exploit, et son instructeur décèdent également dans l’accident. En raison de son âge, Jessica Dubroff n’est pas habilitée par la FAA, l’âge minimun requis étant de 16 ans. Le crash est imputable, outre l’âge de la pilote, au mauvais temps et à la surcharge de l’avion.

## Famille et petite enfance
Jessica Dubroff est née de la liaison entre Lloyd Dubroff et Lisa Blair Hathaway. Son père a déjà deux enfants, alors adultes, d’un précédent mariage. Dans le passé, il était membre des FFA et a tenté de s’enrôler dans l’US Air Force, dont il est recalé en raison de sa taille. Il travaille par la suite comme consultant financier. Un autre enfant, Joshua, nait de cette relation, puis le couple se sépare en 1990. L’année suivante, Lloyd, alors âgé 52 ans, épouse Melinda Ann Hurst, de 33 ans sa cadette.
À l’âge de quatre ans, Jessica déménage avec sa mère, son frère et sa sœur sur la côte Ouest des États-Unis, du côté de San Francisco. Elle n’est pas scolarisée, et reçoit son éducation de sa mère.

## Vol
La veille du vol, Jessica arrive à Cheyenne en compagnie de son père et de son instructeur, Joe Reid.
Le 11 avril 1996 à 8 h 24, le Cessna 177 décolle de l’aéroport de Cheyenne, malgré les conditions météo très défavorable, avec un vent fort, de la pluie et une très faible visibilité. L’avion peine à prendre de l’altitude, et finit par décrocher en virant à droite. Il s’écrase dans une rue à quelques centaines de mètres, tuant ses trois occupants sur le coup.
Le NTSB réalise un rapport d’accident, qui est publié le 11 mars 1997. Joe Reid est considéré comme ayant été aux commandes au moment du crash. Les mauvaises conditions météorologiques auraient entrainé une désorientation spatiale du pilote et une perte de contrôle de l’appareil, rendu encore plus difficile en raison de sa surcharge.

## Mémoire et sens
La catastrophe provoque un tollé général. Les magazines People et Time en ont fait la une de leurs éditions. L’accident est souvent imputé aux parents de Jessica, en particulier à son père Lloyd Dubroff, qui est accusé d’avoir exploité sa fille à des fins promotionnelles. 
Après la mort de Jessica Dubroff, il a été proposé de faire passer une loi interdisant aux mineurs de tenter de piloter. La loi a été adoptée par le Congrès américain en septembre 1996 et promulguée par le président Bill Clinton le 9 octobre. Selon la loi, une personne qui n’a pas de certificat de pilote, délivré uniquement à partir de 16 ans, n’a pas le droit de piloter un aéronef. Dans le cas où un pilote actif accepte d’être instructeur pour un tel vol, il peut être déchu de sa licence,.